# Albano Pera
Albano Pera (* 13. Februar 1950 in Capannori) ist ein ehemaliger italienischer Sportschütze.

## Erfolge
Albano Pera nahm zweimal an Olympischen Spielen teil. 1988 belegte er in Seoul im Trap den zehnten Platz. Bei den Olympischen Spielen 1996 in Atlanta startete er im Doppeltrap und zog mit 139 Punkten als Fünfter ins Finale ein. Mit 44 weiteren Punkten erzielte er ebenso wie Zhang Bing und Park Chul-sung 183 Punkte, sodass es zum Stechen um die Silber- und Bronzemedaille kam. Nur Russell Mark hatte mit 189 Treffern mehr Punkte erzielt. Im Stechen verfehlte Park als erster eine Scheibe, sodass Pera und Zhang vorzeitig als Medaillengewinner feststanden. Zhang verfehlte schließlich im Gegensatz zu Pera das siebte Ziel, womit Pera die Silbermedaille gewann.
1986 gewann Pera in Suhl mit Silber im Trap-Mannschaftswettbewerb seine erste Medaille bei Weltmeisterschaften. Drei Jahre darauf wurde er in Montecatini Terme in den Mannschaftswettbewerb im Trap und im Doppeltrap jeweils Weltmeister, während er im Trap-Einzel den dritten Platz erreichte. Den Titel mit der Trap-Mannschaft verteidigte er 1990 in Moskau, im Doppeltrap gewann er mit der Mannschaft Bronze. 1993 in Barcelona und 1994 in Fagnano Olona sicherte er sich im Doppeltrap-Einzel ebenfalls Bronze, mit der Mannschaft holte er 1993 Gold und 1994 Bronze. Weitere Titelgewinne mit der Doppeltrap-Mannschaft folgten 1995 in Nikosia und 1997 in Lima. 1988 wurde er in Istanbul im Trap und 1993 in Brünn im Doppeltrap Europameister.